# Bobby Wagner
Bobby Joseph Wagner(nacido el 27 de junio de 1990) es un jugador de fútbol americano  de Estados Unidos  que juega en la posición de linebacker y actualmente milita en el equipo de Washington Redskins de la National Football League (NFL).

## Biografía
Wagner asistió a Colony High School en Ontario, California. En 2007, su año sénior, registró 125 tacleadas y cuatro capturas (sacks). También jugó de tight end, capturando 37 pases para 595 yardas con 11 touchdowns.
De 2008 a 2011, Wagner jugó para los Aggies de la Universidad Estatal de Utah, registrando 445 tacleadas, 4.5 capturas y cuatro intercepciones. En su año sénior (2011), Wagner ganó el premio al Jugador Defensivo del Año WAC por sus 147 tacleadas, cuatro capturas y dos intercepciones.

## Carrera

### Seattle Seahawks
Wagner fue seleccionado por los Seattle Seahawks en la segunda ronda (puesto 47) del draft de 2012.
El 2 de agosto de 2015, Wagner renovó cuatro años más su contrato con los Seahawks, a razón de $43 millones.
Con los Seahawks, Wagner logró dos títulos de división consecutivos, dos campeonatos de la NFC consecutivos y llegó a dos Super Bowls consecutivos (XLVIII y XLIX). En el primero, los Seahawks ganaron a los Broncos 43-8 y en el segundo, los Seahawks perdieron frente a los Patriots 24-28.
El 6 de abril de 2020, Wagner fue anunciado como uno de los seis linebackers del equipo All-Decade de la década de 2010-2019, junto a Chandler Jones, Luke Kuechly, Khalil Mack, Von Miller y Patrick Willis.
El 8 de enero de 2021, fue nombrado por sexta ocasión al primer equipo All-Pro.
El 9 de marzo de 2022, Wagner fue liberado luego de 10 temporadas con los Seahawks.

### Los Angeles Rams
Wagner firmó un contrato de cinco años por un valor de hasta $65 millones con Los Angeles Rams el 31 de marzo de 2022.

## Estadísticas generales
|  | Seleccionado al Pro Bowl |

| Año   | Equipo | Juegos | Juegos | Tacleadas | Tacleadas | Tacleadas | Tacleadas | Intercepciones | Intercepciones | Intercepciones | Intercepciones | Intercepciones | Intercepciones | Balones sueltos | Balones sueltos |
| Año   | Equipo | GP     | GS     | Comb      | Total     | Ast       | Sck       | PDef           | Int            | Yds            | Avg            | Lng            | TDs            | FF              | FR              |
| ----- | ------ | ------ | ------ | --------- | --------- | --------- | --------- | -------------- | -------------- | -------------- | -------------- | -------------- | -------------- | --------------- | --------------- |
| 2012  | SEA    | 16     | 15     | 140       | 87        | 53        | 2.0       | 4              | 3              | 55             | 18.3           | 45             | 0              | 0               | 0               |
| 2013  | SEA    | 14     | 14     | 120       | 72        | 48        | 5.0       | 7              | 2              | 9              | 4.5            | 9              | 0              | 0               | 1               |
| 2014  | SEA    | 11     | 11     | 104       | 67        | 37        | 2.0       | 3              | --             | --             | --             | --             | --             | 0               | 0               |
| 2015  | SEA    | 15     | 15     | 114       | 67        | 47        | 0.5       | 7              | --             | --             | --             | --             | --             | 2               | 3               |
| 2016  | SEA    | 16     | 16     | 167       | 85        | 82        | 4.5       | 3              | 1              | 9              | 9              | 9              | 0              | 0               | 1               |
| 2017  | SEA    | 16     | 16     | 133       | 97        | 36        | 1.5       | 6              | 2              | 7              | 3.5            | 7              | 0              | 0               | 1               |
| 2018  | SEA    | 15     | 15     | 138       | 84        | 54        | 1.0       | 11             | 1              | 98             | 98             | 98             | 1              | 2               | 1               |
| 2019  | SEA    | 16     | 16     | 159       | 86        | 73        | 3.0       | 6              | 1              | 6              | 6              | 6              | 0              | 1               | 1               |
| 2020  | SEA    | 16     | 16     | 138       | 81        | 57        | 3.0       | 8              | --             | --             | --             | --             | --             | 0               | 1               |
| 2021  | SEA    | 16     | 16     | 170       | 93        | 77        | 1.0       | 5              | 1              | 3              | 3.0            | 3              | 0              | 1               | 0               |
| Total | Total  | 151    | 150    | 1,383     | 819       | 564       | 23.5      | 60             | 11             | 187            | 17.0           | 98             | 1              | 6               | 9               |

Fuente: Pro-Football-Reference.com